# Pseudoxyptilus
Pseudoxyptilus là một chi bướm đêm thuộc họ Pterophoridae chỉ có một loài, Pseudoxyptilus secutor, có ở Nam Phi.
Sải cánh khoảng 17–19 mm. Cánh trước có màu trắng nâu và cánh sau màu nâu nhạt.